# 존 루프튼
존 루프튼(John Lupton, 1928년 8월 23일 ~ 1993년 11월 3일)은 미국의 배우, 텔레비전 배우, 연극 배우이다.

## 영화
- 보디 샷 (1993년)
- 은반 위의 기적 (1981년)
- 특수기동대 (1975년)
- 에어포트 75 (1974년)
- 더 영 앤 더 레스트리스 (1973년)
- 닥터 게논 (1969년)
- 닥터 웰비 (1969년)
- 제12순찰대 (1968년)
- 아이언 사이드 (1967년)
- 제시 제임스 프랭켄슈타인의 딸을 만나다 (1966년)
- 우리 생애 나날들 (1965년)
- FBI (1965년)
- 최고의 이야기 (1965년)
- 페리 메이슨 (1957년)
- 부러진 화살 (1956년)
- 딜론 보안관 (1955년)
- 애욕과 전장 (1955년)
- 디즈니랜드 (1954년) - 미스터 퍼널드 역
- 클라이막스! (1954년)
- 브라보 요새의 탈출 (1954년)
- 형제는 용감했다 (1953년)
- 밴드 웨곤 (1953년)
- 줄리어스 시저 (1953년)
- 스튜디오 원 (1948년)